# Гирираджа Свами
Гирира́дж(а) Сва́ми (IAST: Girirāja Svāmī, англ. Giriraj Swami; имя при рождении — Гленн Фи́ллип Ти́тон, англ. Glenn Phillip Teton; род. 13 сентября 1947, Чикаго, США) — индуистский кришнаитский религиозный деятель, один из старших учеников основателя Международного общества сознания Кришны (ИСККОН) Бхактиведанты Свами Прабхупады, гуру (с 1987 года) и член Руководящего совета ИСККОН (1982—2000).

## Биография

### Рождение
Гленн Филлип Титон родился 13 сентября 1947 года в элитном пригороде Чикаго Гленкое. Он был первым из двух детей в семье адвоката, судьи и правозащитника Альфреда Титона (1914—1996) и его жены Розалинд Титон (в девичестве Солоуэй; 1918—2004). Альфред Титон был польским евреем, в 1922 году эмигрировавшим в США вместе со своими родителями Мать Гленна также была родом из еврейской семьи, активно помогала еврейским организациям. У Гленна есть младшая сестра Гэйл Титон-Лэндис.

### Духовные поиски. Обращение в гаудия-вайшнавизм
Духовный поиск Гленна начался в конце 1960-х годов, во время учёбы на факультете психологии Брандейского университета в Бостоне. В нём проснулось желание найти гуру, который вёл бы его по пути самоосознания. С этой целью Гленн много путешествовал, иногда за несколько сотен километров лишь для того, чтобы встретиться с каким-нибудь индийским йогином или свами. Но во всех встречаемых им духовных учителях он обнаруживал какие-то недостатки и несовершенства.
В марте 1969 года Гленн познакомился с бенгальским вайшнавским гуру и основателем ИСККОН Бхактиведантой Свами Прабхупадой. Профессор психологии, Джеймс Кли, пригласил Прабхупаду дать лекцию в университетской аудитории. Из-за споров с друзьями Гленн на лекцию опоздал и пришёл к самому концу киртана, который кришнаиты устроили в завершении своей проповеднической программы. В конце мероприятия, Сатсварупа обратился со сцены к присутствующим и попросил кого-нибудь отвезти участвовавших в программе кришнаитов в бостонский храм ИСККОН. Гленн предоставил для этой цели свою машину, обсуждая с кришнаитами по пути философию и различных гуру. На следующий вечер он отправился в храм, где впервые услышал лекцию Прабхупады, которая произвела на него глубокое впечатление.
Летом 1969 года Гленн окончил Брандейский университет cum laude и присоединился к ИСККОН, приняв монашеский образ жизни. В том же году он получил от Прабхупады духовное посвящение и имя на санскрите «Гирираджа Даса». Вскоре, Гирираджа стал одним из лидеров бостонского храма.

### Миссионерская деятельность в Индии (1970—1978)
В 1970 году, по приглашению Прабхупады, Гирираджа отправился в Индию с целью помочь там своему духовному учителю в его миссионерской деятельности. В период с 1970 по 1972 год, Гирираджа активно путешествовал и проповедовал гаудия-вайшнавизм в Индии. В 1972 году Прабхупада поручил ему возглавить проект строительства Харе Кришна Ленд — крупного храма и ведического культурного центра в Бомбее. В том же году Гирираджа стал одним из членов правления новообразованного издательства «Бхактиведанта Бук Траст».

### Принятие отречения и деятельность в Руководящем совете ИСККОН (1978—2000)
В 1978 году, через год после смерти Прабхупады, Гирираджа принял от Тамалы Кришны Госвами посвящение в санньясу (отречённый образ жизни). В 1982 году Гирираджа Свами был избран членом Руководящего совета ИСККОН. На этом посту он оставался до 2000 года, курируя деятельность ИСККОН в Бомбее, Пакистане, ЮАР, Испании, Португалии, на Маврикии и Шри-Ланке.

### Последующая деятельность
В 2000 году Гирираджа Свами, по причине ухудшившегося здоровья, перестал выполнять в ИСККОН административные функции. С тех пор он проживает в Калифорнии и занимается написанием мемуаров.